# Calatubo (hrad)
Hrad Calatubo (italsky Castello di Calatubo) je pevnost nedaleko města Alcamo, na Sicílii, v jižní Itálii. Nachází se na něm pozůstatky osídlení Elymů a pohřebiště.

## Popis
Komplex je velký 150 × 35 metrů a stojí na vápencové skále, která leží ve výšce asi 152 metrů nad mořem a která svému okolím dominuje. Z pozice hradu můžete vidět Monte Bonifato a záliv Castellammare. Hrad je nepřístupný ze tří stran kvůli strmým stěnám skály, na kterých je postaven. Jediný přístup se nachází na západě, který vede k první řadě obrany hradu. Od první linie obrany, která zahrnuje mimo jiné studnu, kostelní síň a další prostory, můžete přijít na dvůr, který je spojen s druhým okruhem zdí přes portál až do třetího kruhu zdí, který zahrnuje podlouhlou věž. Konečně jádro hradu ležící v jižní části pevnosti je obdélníkové, s rozlohou 7 × 21,50 m.

## Historie
Původ hradu spadá před rok 1093, ve kterém Roger I. Sicilský definoval hranice diecéze Mazara, která zahrnovala Calatubo. Ve starověku byla kolem hradu vesnice Calatubo, která založila své podnikání na těžbě kamene pro vodní a větrné mlýny z lomů kolem potoka Finocchio, jak zmínil arabský geograf Al-Idrísí v Tabula Rogeriana, napsané v roce 1154.
Vesnice Calatubo byla po dobytí Fridrichem II. Štaufským opuštěna a hrad ztratil původní funkci vojenské pevnosti, která se změnila na farmu. Během tohoto období se hrad spojil se sklady, stájemi a dalšími strukturami, které byly využívány pro správu ho léna Calatubo.
Od středověku má hrad Calatubo díky své viditelnosti důležitou strategickou roli: byl součástí řady věží a pevností podél pobřeží od Palerma po Trapani. Tato obranná linie byla použita k přenosu světelných signálů v případě útoku Saracenů. Zejména hrad Calatubo zaručil tok informací, který se odehrával mezi základnami Carini, Partinico a Castellammare del Golfo.
Na konci 19. století byly ve druhém nádvoří zřízeny sklady pro výrobu vína Calatubo. Hrad zůstal v dobrém stavu až do zemětřesení Belice v roce 1968. Použití stavby jako ovčína a nelegální vykopávky, které měly za cíl objekty nekropole ze sedmého století př. Kr. dále ničily hrad.
V roce 2007 ho město Alcamo koupilo za 60 tisíc eur a během několika posledních let (2003–2014) byl několikrát uveden jako součást kulturní iniciativy I Luoghi del Cuore, kterou sponzoroval italský orgán pro životní prostředí (FAI), jehož cílem je ochrana a posílení uměleckého a kulturního dědictví Itálie.

## Fotogalerie

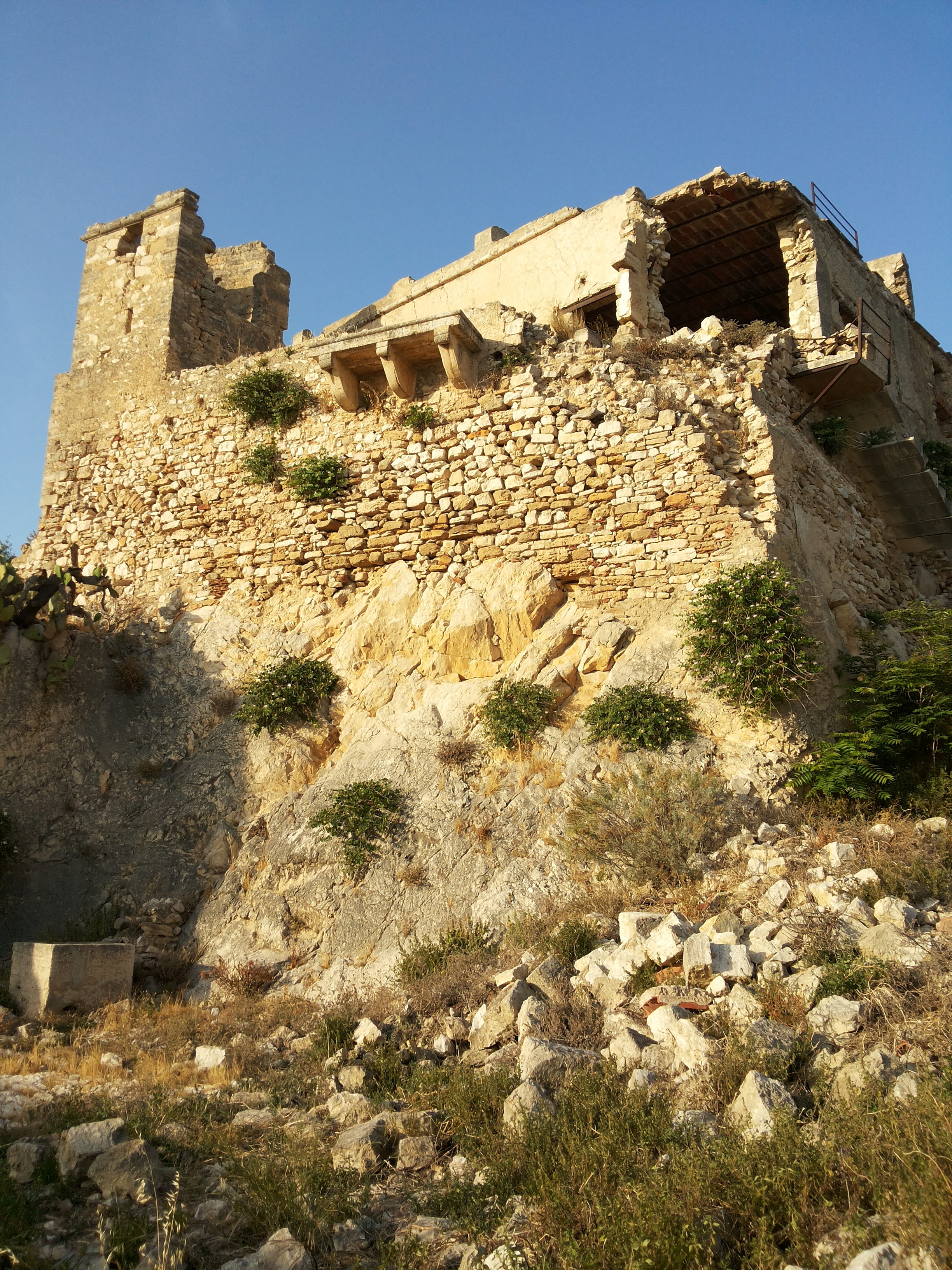
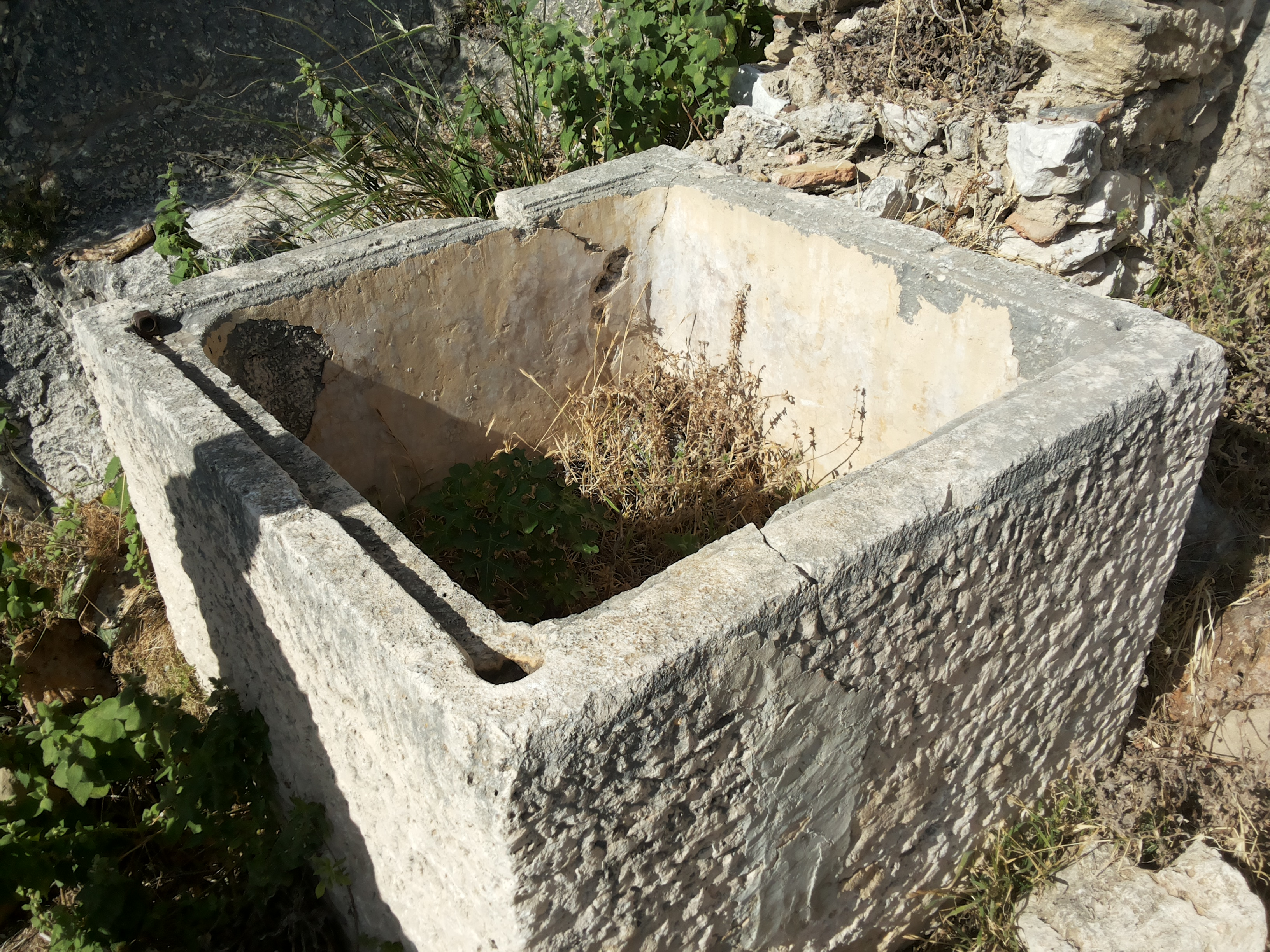
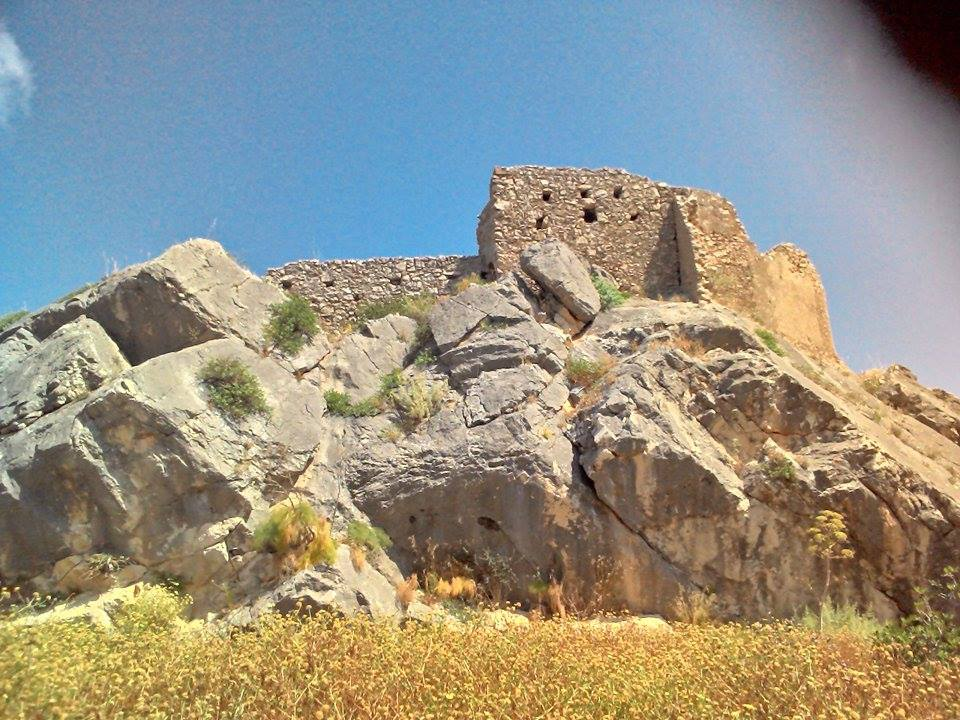